# Thomas Townshend
Thomas Townshend, 1. wicehrabia Sydney (ur. 24 lutego 1732 we Frognal House w Sidcup w hrabstwie Kent, zm. 30 czerwca 1800 tamże) – brytyjski arystokrata i polityk, na jego cześć nazwano australijskie miasto Sydney.
Wykształcenie odebrał w Clare College na Uniwersytecie Cambridge . W 1754 r. został wybrany do Izby Gmin z ramienia partii wigów jako reprezentant okręgu Whitchurch. Początkowo związany z księciem Newcastle, później stał się stronnikiem Williama Pitta Starszego i przeciwnikiem rządu George’a Grenville’a.
W 1765 r. został czwartym lordem skarbu w rządzie lorda Rockinghama. Kiedy premierem został lord Chatham w 1766 r. Townshend został trzecim lordem skarbu, a w 1767 otrzymał stanowisko płacmistrza armii. Został zdymisjonowany w 1768 r. przez nowego premiera, księcia Grafton. Townshend pozostał w opozycji także do rządu lorda Northa i krytykował politykę wobec amerykańskich kolonii.
Townshend powrócił do rządu w 1782 obejmując stanowisko sekretarza ds. wojny w drugim rządzie Rockinghama. Kiedy premierem został lord Shelburne, Townshend otrzymał w lipcu 1782 tekę ministra spraw wewnętrznych i przewodniczącego Izby Gmin. W 1783 otrzymał tytuł 1. barona Sydney i zasiadł w Izbie Lordów. Na stanowisku ministra pozostał do upadku gabinetu w 1783 r.
W grudniu 1783 r. na czele rządu stanął William Pitt Młodszy i Sydney ponownie został ministrem spraw wewnętrznych. Dodatkowo został także przewodniczącym Izby Lordów. Oba te stanowiska sprawował do 1789 r. Dodatkowo był pierwszym przewodniczącym Rady Kontroli w latach 1784–1790 i przewodniczącym Komitetu Handlu i Plantacji Zagranicznych w latach 1784–1786. Jako minister spraw wewnętrznych odpowiadał za utworzenie kolonii karnej przy Zatoce Botanicznej, która stała się zalążkiem współczesnej Australii. W 1788 na cześć ministra stolicę kolonii nazwano „Sydney”. W 1789 tytuł parowski ministra podniesiono do rangi wicehrabiego.
Lord Sydney zmarł w 1800 r. Od 1760 był żonaty z Elizabeth Powys. Tytuł parowski odziedziczył ich najstarszy syn, John.